# Bohuslav Matěj Černohorský

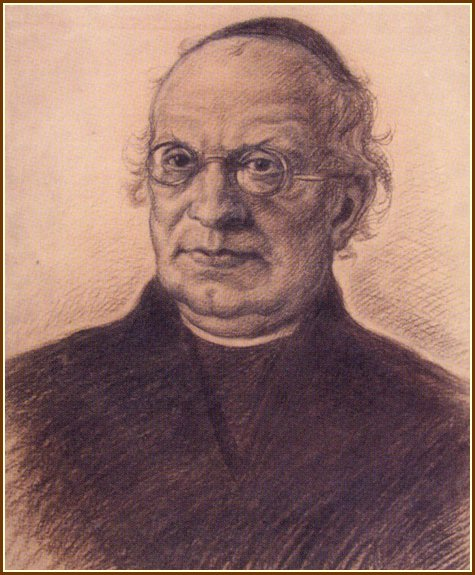
Bohuslav Matěj Černohorský (1684–1742)

Bohuslav Matěj Černohorský OFM (auch Czernohorsky, Cernohorski, Czernohorski, Cžernohorský; (Pater) Bohuslaus, Bouslaus, (Padre) Bouslao, Boeslao, Boleslao (de Padua); getauft am 16. Februar 1684 in Nymburk; † 14./15. Februar 1742 oder 1. Juli 1742 in Graz) war ein böhmischer Komponist, Organist, Musikpädagoge und Ordenspriester der Minoriten. Seine Kunst der Polyphonie, sein Konzept von Melodie und Rhythmus, seine pädagogische Tätigkeit und sein Einfluss auf die zukünftigen Generationen von Komponisten machten ihn zu einer herausragenden Persönlichkeit des böhmischen musikalischen Barocks. Er wird auch der „böhmische Bach“ genannt.

## Leben und Wirken
Bohuslav Matěj Černohorský ist in Nymburk in Mittelböhmen vor dem 16. Februar 1684 geboren (seine Taufurkunde datiert vom 16. Februar 1684). Er war Sohn des Organisten und Kantors Samuel Josef Černohorský (1648–1726). Bei ihm erhielt er Orgelunterricht und die erste musikalische Ausbildung. In den Jahren 1700 bis 1702 studierte er Philosophie und Theologie an der Universität in Prag. Nach dem Bachelor trat er im Alter von 19 Jahren in den Minoritenorden an der Basilika St. Jakob ein. Er setzte sein Studium am Konvent von St. Jakob fort und erhielt dort am 2. Juni 1708 die Priesterweihe. Unter der Leitung des Provinzials Bernard Artophaeus, eines böhmischen Komponisten der Minoriten, widmete sich der Orden intensiv der Musik und unterhielt bei St. Jakob ein ständiges Ensemble von Musikern und Sängern. Černohorský erhielt so die Möglichkeit, seine musikalische Begabung weiterzuentwickeln. Als im Jahr 1705 St. Jakob eine neue Orgel erhielt, konnte Černohorský sein Orgelspiel weiter vervollkommnen.

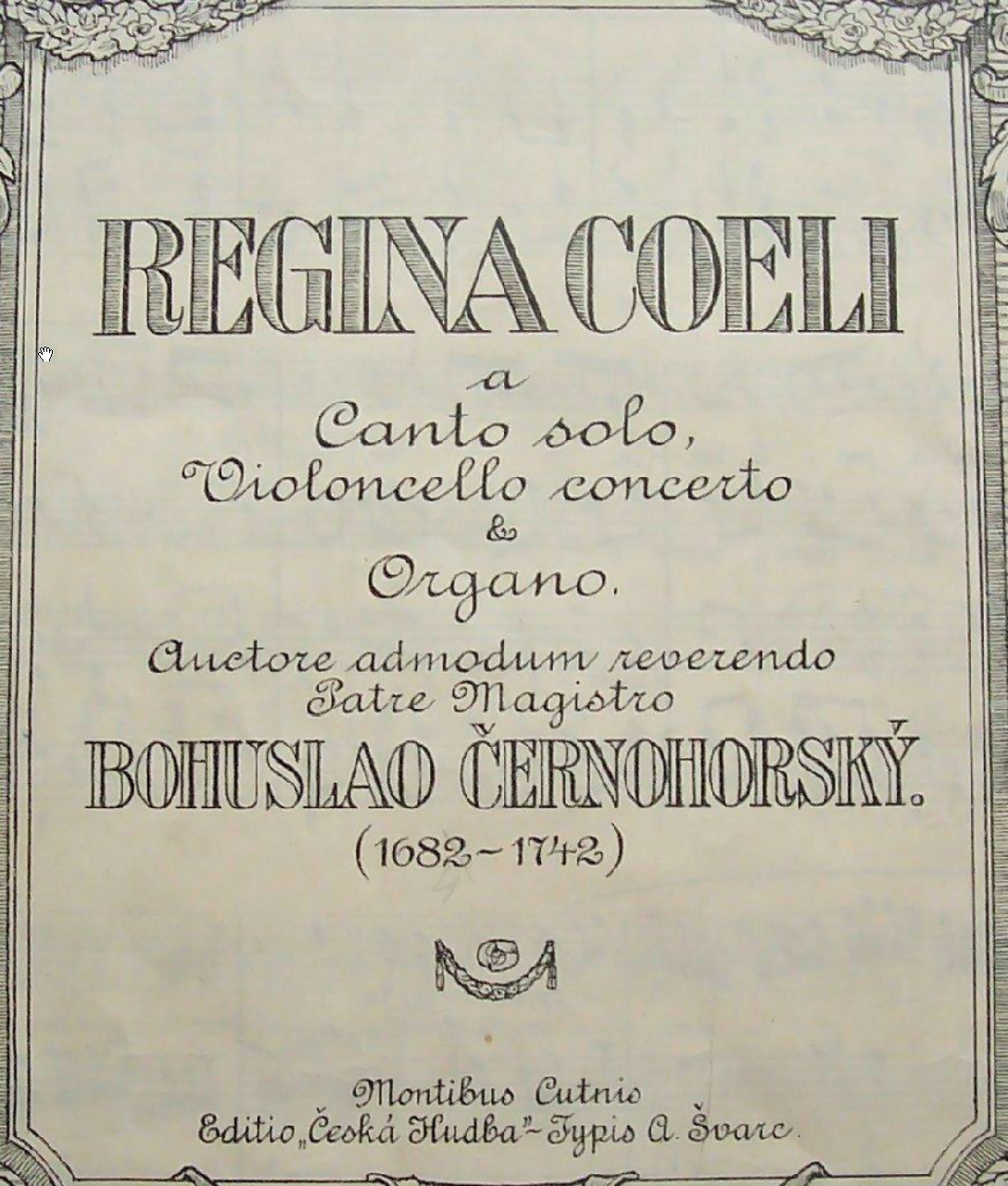
Regina Coeli, Titelblatt

Černohorský nutzte die traditionellen Kontakte der Prager Minoriten zu ihren norditalienischen Ordensbrüdern und reiste 1710 nach Assisi. Er erhielt die Stelle des Hauptorganisten an der Basilika San Francesco in Assisi (1710–1715). Von 1715 bis 1720 wirkte er als Organist und Chorregent an der St.-Antonius-Basilika in Padua, einem der bedeutendsten kirchenmusikalischen Zentren damaliger Zeit in Norditalien. Černohorský unterrichtete Komposition und war wahrscheinlich Lehrer des späteren italienischen Geigers und Komponisten Giuseppe Tartini. Bei seinen Besuchen in Venedig beeindruckte ihn die Oper als eine neue musikalische Form. In Assisi schrieb er die doppelchörige Kantate Regina coeli, ein Meisterwerk der Polyphonie. Sie gehört zu seinen schönsten und am häufigsten gespielten Werken. Hier wird auch der Einfluss der italienischen Oper deutlich.
Nach einem zehnjährigen Aufenthalt in Italien kehrte Černohorský im Jahr 1720 nach Böhmen zurück und setzte seine kompositorische und pädagogische Tätigkeit fort. Er wirkte in Vratislav und Kladsko in Schlesien und weiter in Prag an der Basilika St. Jakob. Die Jahre 1727–1730 verbrachte er im Konvent in Horažďovice. Hier komponierte er wahrscheinlich seine vokal-instrumentale Motette Laudetur Jesus Christus für Sopran, Alt, Tenor und Bass, mit Begleitung von Streichern, Trompeten und Orgel, ein weiteres Meisterwerk der Polyphonie. Die Vratislaver Minoriten verliehen ihm für sein virtuoses Orgelspiel und seine kompositorische und pädagogische Arbeit den Titel Magister musicae. In den folgenden Jahren besuchte er vermutlich noch viermal Italien. Dort feierte er große Erfolge als Organist und Komponist und wurde in der Öffentlichkeit Il padre Boeme (der böhmische Vater) genannt.
Ab dem Jahr 1731 wirkte er wieder als Organist in Padua. Nach weiteren zehn Jahren entschied er sich, nach Prag zurückzukehren. Er starb während seiner Rückreise in Graz, wahrscheinlich im dortigen Minoritenkonvent.
Bohuslav Matěj Černohorský gilt zusammen mit Jan Dismas Zelenka als der führende Vertreter des böhmischen musikalischen Barocks und erfreute sich zu Lebzeiten einer großen Berühmtheit. Aber nur wenige seiner Werke haben sich erhalten. Einiges vernichtete möglicherweise der Brand im Archiv der Basilika St. Jakob im Jahr 1754. Seine Toccata in C-Dur, eins seiner meistgespielten Werke, und seine Orgelfugen gehören zu den ältesten böhmischen Orgelkompositionen. Eine weit größere Bedeutung als seinem kompositorischen Erbe wird seiner pädagogischen Tätigkeit zugeschrieben. Černohorskýs künstlerische Persönlichkeit übte einen großen Einfluss auf junge böhmische Musiker aus. Mit seinem Namen ist eine ganze Komponistenschule verbunden, zu der traditionell Jan Zach, František Ignác Tůma, Josef Seger, František Xaver Brixi und Česlav Vaňura gezählt werden. Diese und weitere Musiker haben nach seinen Idealen und in seiner Tradition komponiert und leisteten einen wichtigen Beitrag zur Entwicklung böhmischer Musik in der zweiten Hälfte des 18. Jahrhunderts.

## Werke
- Laudetur Jesus Christus – Offertorium für einen vierstimmigen Chor, Orchester und Orgel (1729)
- Regina coeli – Konzertkantate für 2 Chöre und Orgel (1712). Bearbeitung für Sopran, Violoncello und Orgel (nach 1720). Gehört zu seinen schönsten und am häufigsten gespielten Werken.
- Quare Domine irasceris – Offertorium für einen vierstimmigen Chor, Orchester und Orgel
- Vesperae minus solennes (a 8 vocibus) – für Chor, Orchester und Orgel (vor 1710)
- Litanie Lauretanae de Beatae Virginis Maria Victoriosa – für einen vierstimmigen Chor, Orchester und Orgel (um 1720)
- Offertorium pro omni tempore
- Quem lapidaverunt judiae orantem
- Toccata C-Dur für Orgel
- Fuge a-moll (con soggetto cromatico) für Orgel
- DIE Fuge a-moll für Orgel wurde C. fälschlicherweise zugeschrieben. Sie stammt zweifelsfrei jedoch von Josef Seger
- Fugen: F-Dur, d-Moll, D-Dur, gis-Moll, c-Moll für Orgel

## Ehrungen
In seiner Geburtsstadt Nymburg wird seit 1991 jährlich das internationale Musikfestival Nymburské dny B. M. Černohorského (Nymburger Tage des B. M. Černohorský) veranstaltet. Die Kunstschule in Nymburg ist nach ihm benannt. Am Haus, das heute an der Stelle seines ehemaligen Geburtshauses in Nymburg steht, ist eine Gedenktafel angebracht.